# U-31 (1936)
U-31 – niemiecki okręt podwodny typu VII A z okresu II wojny światowej. Okręt wszedł do służby w 1936, 16 września 1939 roku zatopił idący w konwoju frachtowiec SS „Aviemore”, który został pierwszym statkiem w konwoju zatopionym przez niemieckie U-Booty podczas bitwy o Atlantyk.

## Historia
W czasie hiszpańskiej wojny domowej odbył dwa patrole na wodach terytorialnych Hiszpanii, zaś podczas II wojny światowej – 7 patroli bojowych. Spędził w morzu 124 dni. 
Zatopił 11 jednostek o łącznym tonażu 27 751 BRT oraz na postawionych przez niego minach zatonęły 2 pomocnicze trałowce – uzbrojone trawlery HMS „Glen Albyn” i HMS „Promotive”. 4 grudnia 1939 roku na minę postawioną przez U-31 wszedł brytyjski pancernik HMS „Nelson” (33 950 t) i został uszkodzony (remont trwał do sierpnia 1940).
Zatopiony podczas rejsu próbnego 11 marca 1940 roku w zatoce Jade przez brytyjski samolot Bristol Blenheim Mk IV z 82. Dywizjonu RAF. Zginęła wówczas cała 48-osobowa załoga oraz 10 cywilnych specjalistów. Podniesiony 24 marca 1940 roku, po remoncie wcielony ponownie do służby 30 lipca 1940 roku. Ostatecznie zatopiony 2 listopada na północny zachód od Irlandii przez niszczyciel HMS „Antelope”. Zginęło 2 członków załogi; pozostałych 44 – w tym dowódca, dostało się do niewoli.

## Przebieg służby
- 28.12.1936 – 12.03.1940 – 2. Flotylla U-Bootów Saltzwedel w Wilhelmshaven (okręt bojowy)
- 11.03.1940 – zatopiony podczas rejsu próbnego przez samolot
- 24.03.1940 – podniesiony z dna
- 30.07.1940 – wcielony ponownie do służby
- 08.07.1940 – 02.11.1940 – 2. Flotylla U-Bootów Saltzwedel w Wilhelmshaven
- 02.11.1940 – zatopiony przez niszczyciel HMS „Antelope”

Dowódcy
- 28.12.1936 – 08.11.1938 – Kptlt. Rolf Dau
- 08.11.1938 – 11.03.1940† – Kptlt. Johannes Habekost
- 08.07.1940 – 02.11.1940 – Oblt Wilfried Prellberg

Kptlt. – Kapitanleutnant (kapitan marynarki), Oblt – Oberleutnant zur See (porucznik marynarki)
Lista zatopionych i uszkodzonych jednostek:
|     | Data       | Nazwa                           | Państwo           | Pojemność BRT | Patrol |
| --- | ---------- | ------------------------------- | ----------------- | ------------- | ------ |
| 1.  | 16.09.1939 | Aviemore                        | Wielka Brytania   | 4060          | II     |
| 2.  | 24.09.1939 | Hazelside                       | Wielka Brytania   | 4646          | II     |
| 3.  | 1.12.1939  | Arcturus                        | Norwegia (neutr.) | 1277          | IV     |
| 4.  | 3.12.1939  | Ove Toft                        | Dania (neutr.)    | 2135          | IV     |
| 5.  | 4.12.1939  | Gimle                           | Norwegia (neutr.) | 1271          | IV     |
| -   | 4.12.1939  | HMS Nelson (mina – uszkodzenie) | Royal Navy        | 33 950 t      | IV     |
| 6.  | 4.12.1939  | Primula                         | Norwegia (neutr.) | 1024          | IV     |
| 7.  | 6.12.1939  | Agu                             | Estonia (neutr.)  | 1575          | IV     |
| 8.  | 6.12.1939  | Vinga                           | Szwecja (neutr.)  | 1974          | IV     |
| 9.  | 23.12.1939 | HMS Glen Albyn (mina)           | Royal Navy        | 82            | IV     |
| 10. | 23.12.1939 | HMS Promotive (mina)            | Royal Navy        | 78            | IV     |
| 11. | 22.09.1940 | Union Jack                      | Wyspy Owcze       | 81            | VI     |
| 12. | 27.09.1940 | Vestvard                        | Norwegia          | 4319          | VI     |
| 13. | 29.10.1940 | Matina                          | Wielka Brytania   | 5389          | VII    |